# 체조 사무라이
《체조 사무라이》(일본어: 体操ザムライ)는 일본의 애니메이션이다. 2020년 10월 11일부터 12월 20일까지 방영되었다.

## 줄거리
2002년 일본 체조계. 29세의 전 일본 대표 아라가키 죠타로는 부상으로 성적 부진에 빠져 썩지 않고 훈련을 계속하더라도 은퇴를 권고받는다 .하지만 다양한 만남을 통해 크게 운명을 바꿔나간다.